# Metapsyllaephagus kalinai
Metapsyllaephagus kalinai är en stekelart som först beskrevs av Trjapitzin 1989.  Metapsyllaephagus kalinai ingår i släktet Metapsyllaephagus och familjen sköldlussteklar. Inga underarter finns listade i Catalogue of Life.